# Bruno Gironcoli

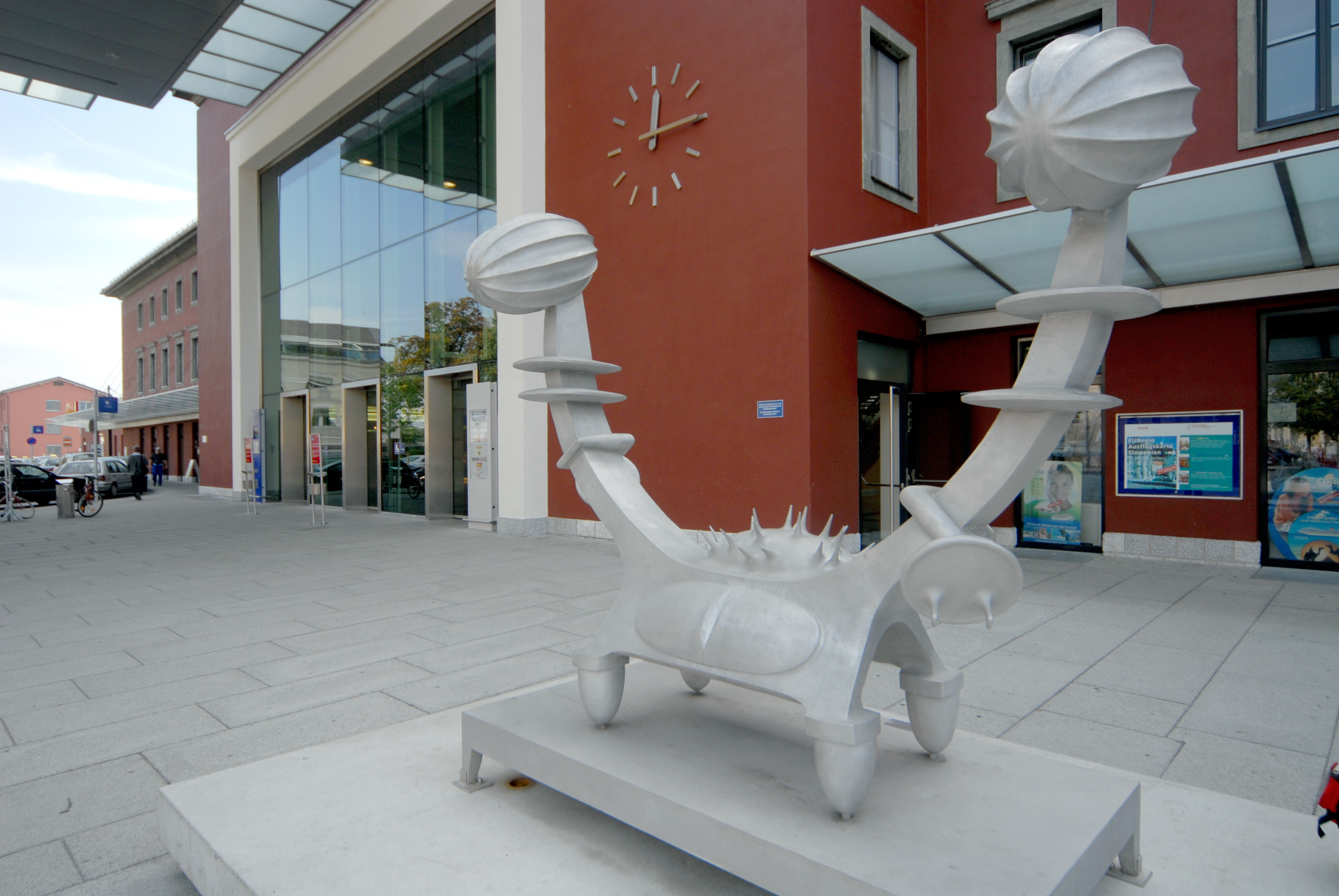
Escultura de Gironcoli em frente à principal estação ferroviária de Klagenfurt

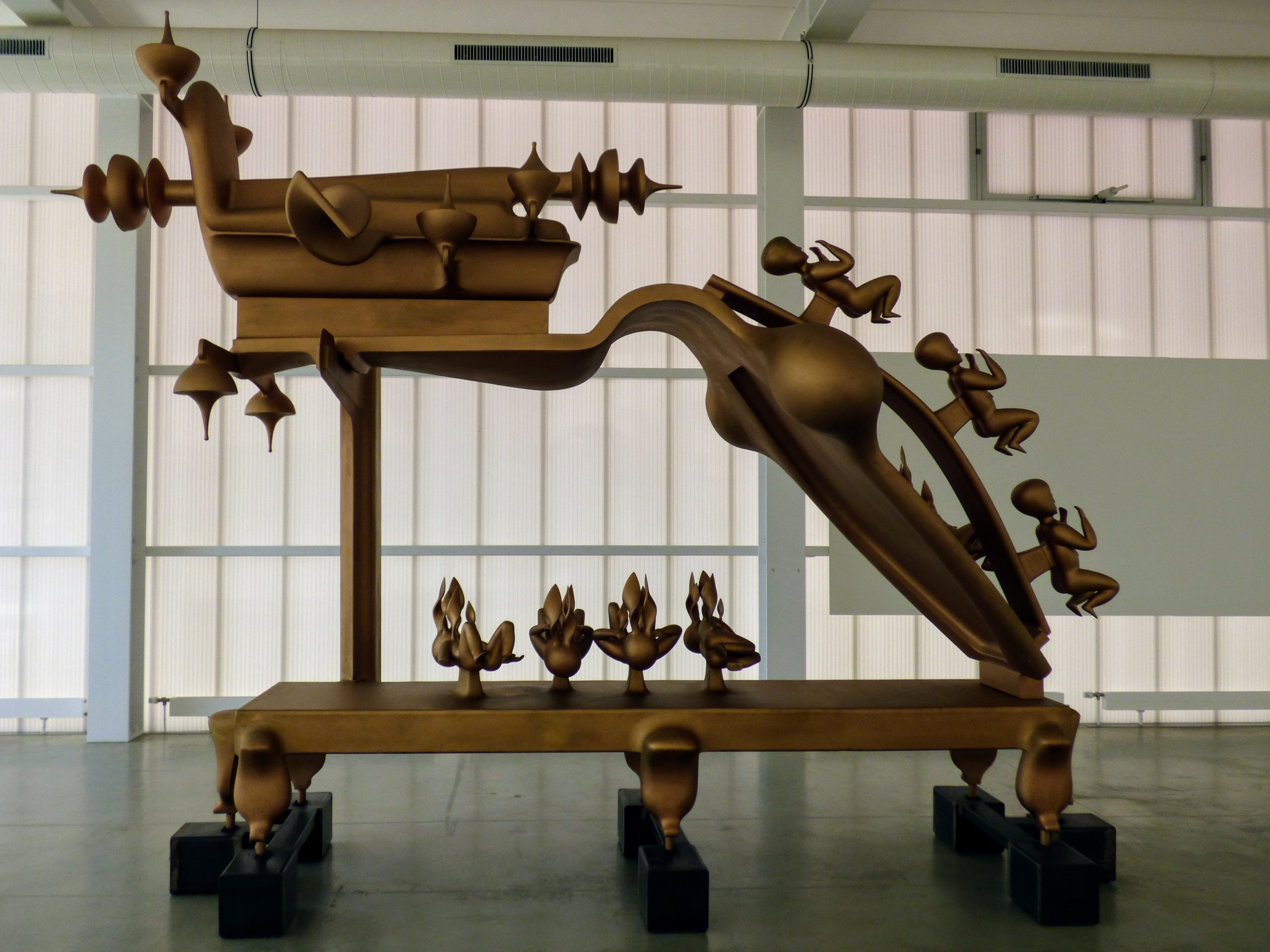
Museu Herberstein Castle Gironcoli

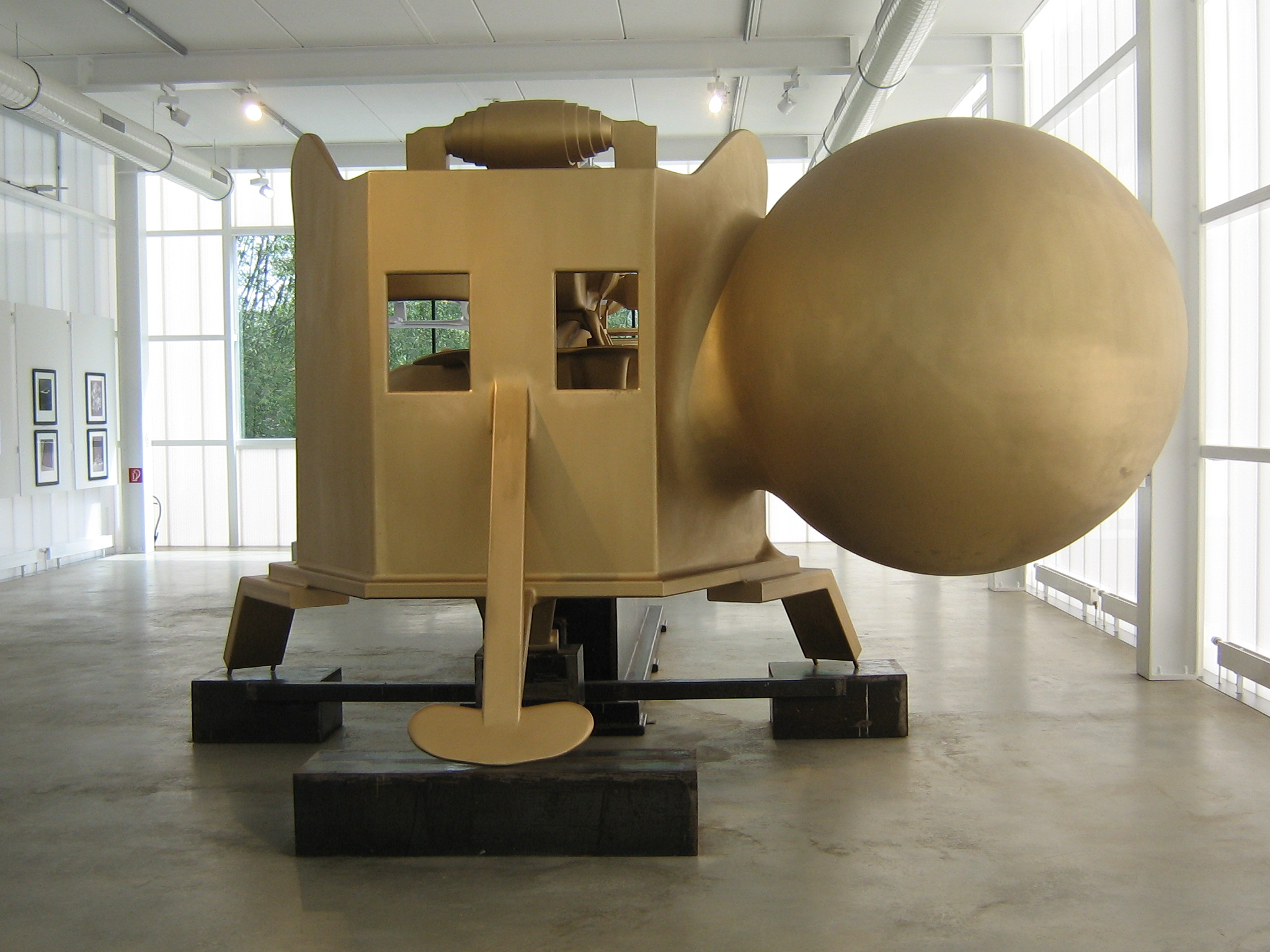
Museu Herberstein Castle Gironcoli

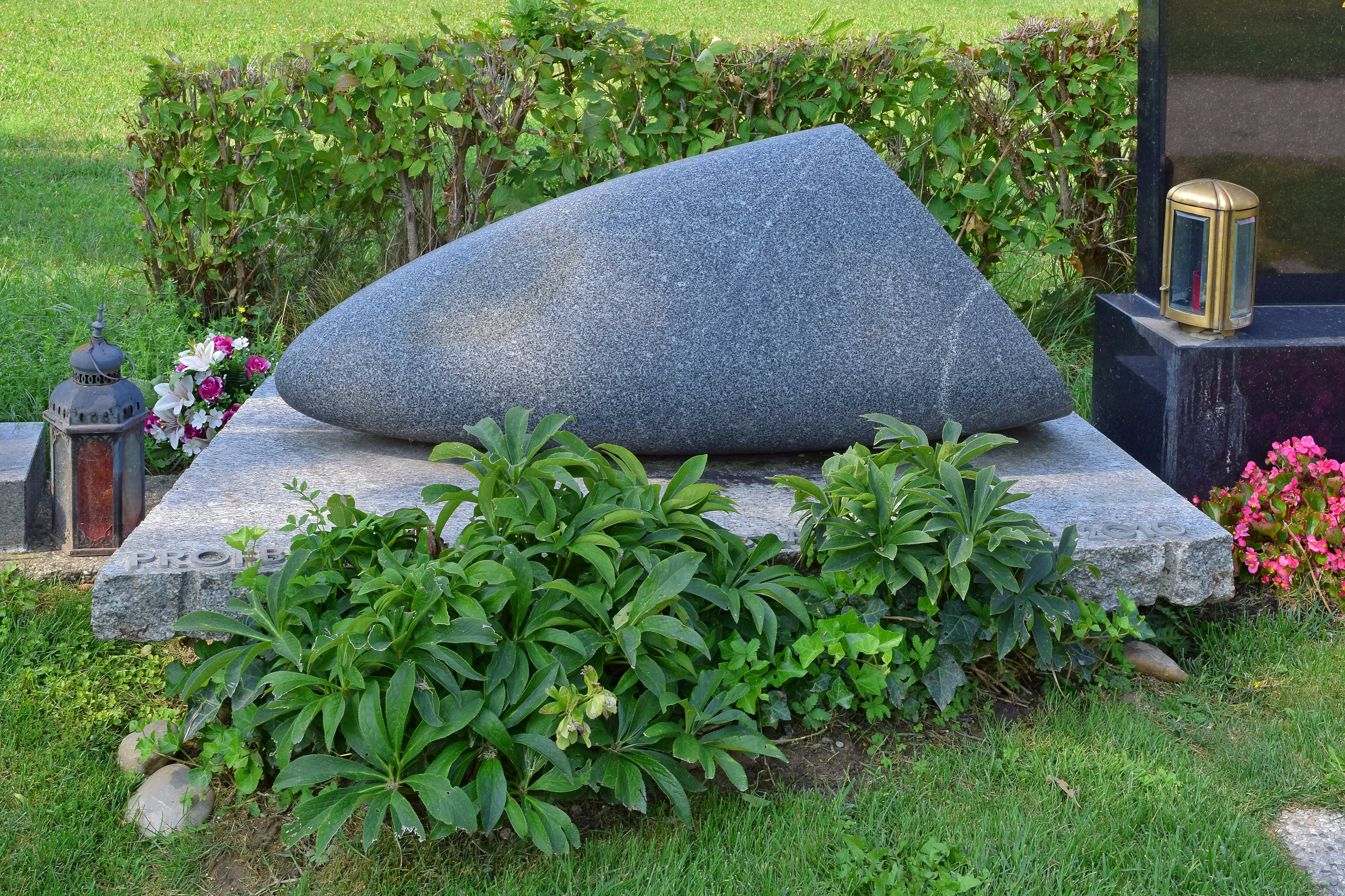
Túmulo honorário de Bruno Gironcoli no Cemitério Central de Viena

Bruno Gironcoli (Villach, 27 de setembro de 1936 - Viena, 19 de fevereiro de 2010) foi um pintor e escultor austríaco.

## Vida
Nascido em Villach, Gironcoli começou a se formar como ourives em 1951 em Innsbruck, concluindo seu aprendizado em 1956. Entre 1957 e 1962 estudou na University of Applied Arts Vienna. Em 1977, Gironcoli tornou-se chefe da Escola de Escultura da Academia de Belas Artes de Viena, como sucessor de Fritz Wotruba. Ele foi o representante oficial austríaco na Bienal de Veneza de 2003.
A coleção mais substancial de seu trabalho até agora pode ser vista desde setembro de 2004 em um museu dedicado no Parque em Schloss Herberstein. Em uma área de 2 000 metros quadrados, estão expostas muitas de suas grandes esculturas futurísticas.
Bruno Gironcoli morreu em fevereiro de 2010 em Wien após uma longa doença. Ele foi enterrado em Wiener Zentralfriedhof.

## Publicações
- As esculturas 1956–2008. Alemão-inglês Editado por Bettina M. Busse, 2008, ISBN 978-3-7757-1925-4.
- Bruno Gironcoli - 11 esculturas. Catálogo da exposição Gerhard-Marcks-Haus, Bremen, 2007. ISBN 978-3-924412-58-6.
- Bruno Gironcoli. Biennale di Venezia 2003. Pavilhão austríaco. German-Italian-Engl. Editado por Kasper König e Bettina M. Busse, 2006, ISBN 978-3-85493-125-6.
- Christian Reder: Pesquisando maneiras de pensar. Ensaios sobre o trabalho artístico (sobre Bruno Gironcoli e outros), Transferência de edição na Springer, Viena / Nova York 2004, ISBN 3-211-20523-3
- The Unborn The Unbegotten, catálogo da exposição MAK - Museu Austríaco de Artes Aplicadas, Viena 1997.
- Bruno Gironcoli. Esculturas - trabalhos em papel. Editado por Klaus Thoman, Verlag der Galerie Elisabeth & Klaus Thoman, Innsbruck 1991.